# 旱土杆菌属
旱土杆菌属（学名：Aridibacter）是出芽小链菌科的属。旱土杆菌是一类革兰氏阴性、非运动性、嗜温、兼性厌氧或需氧且化能有机异营的杆状细菌。此属的模式种为饥饿持久旱土杆菌（Aridibacter famidurans）。

## 词源
“Aridibacter”一词源自拉丁语词“aridus”（乾）和新拉丁语词“bacter”（短桿），意爲從乾土中分離的桿狀細菌。

## 历史
旱土杆菌属的模式种为饥饿持久旱土杆菌。该物种于2009年春季，在纳米比亚中部埃里希斯费尔德地区的亚热带疏林草原土壤样本中发现。一直到2014年，该种才被正式描述，同时此属也作为该种的属被一并描述。

## 形态
旱土杆菌是革兰氏阴性杆菌。其细胞长约2.5至3.0µm，宽约0.6至0.9µm，部分物种能形成由2至4个细胞组成的细胞链。该属物种是非运动性细菌，其细胞也不形成孢子和荚膜。
在液体培养中，培养物在不同生长阶段可能会出现聚集物。而在标准固体培养基上，菌落直径通常不超过0.3毫米，呈粉红色或粉白色，形态为圆形、半透明、凸起和不透明，边缘完整。

## 生理
旱土杆菌是一类兼性厌氧或需氧、化能有机营养的嗜温细菌。它们的细胞色素c氧化酶检测呈阴性，而过氧化氢酶检测则为阳性。此类细菌偏好利用复杂蛋白质底物和酵母提取物，并以少量单糖、氨基酸、有机酸和原儿茶酸为生。一些代表菌能够降解其他聚合物，如纤维素，并以海带多糖、淀粉和几丁质为生。
此类细菌可耐受较宽的pH值及温度范围，且少量氯化钠可促进生长。它们通过二分裂方式繁殖。

## 分子特征
旱土杆菌的主要醌为甲萘醌8（MK-8），另含少量甲萘醌7（MK-7）。其主要脂肪酸包括iso-C15 : 0、总和特征1（C13 : 0 3-OH/iso-C15 : 1 H）、总和特征3（C16 : 1ω7c/C16 : 1ω6c）和anteiso-C17 : 0。另外，它们的主要极性脂质是二磷脂酰甘油、磷脂酰乙醇胺、磷脂酰胆碱和磷脂酰甘油。

## 系统发育
根据16S rRNA分析，旱土杆菌的近亲是出芽小链菌属、地神微菌属和寡养杆菌属，它们与旱土杆菌属成员的16S rRNA序列同一性为92.7至94.8%。饥饿持久旱土杆菌和卡万戈旱土杆菌均显示出97.4%的16S rRNA序列同一性，并形成出芽小链菌科内的单系群。